# You Can Dance
You Can Dance — первый альбом ремиксов американской певицы Мадонны, выпущенный 18 ноября 1987 года лейблом Sire Records. Альбом содержит ремиксы треков с её трёх первых студийных альбомов: Madonna (1983), Like a Virgin (1984) и True Blue (1986), а также новый трек «Spotlight».
В 1980-х ремикс всё ещё был новой концепцией и технологией, с помощью которой конкретную вокальную фразу можно было бесконечно копировать, повторять, обрывать, нарезать, сдвигать вверх или вниз по высоте и придавать им эффекты эха и реверберации, добавлять высоких тонов или низких басов. Мадонна заинтересовалась этой концепцией, отметив, что ненавидит, когда другие делают ремиксы на её песни, и хочет делать их сама.
Мадонна обратилась к своему старому другу и продюсеру Джону «Джеллибину» Бенитесу с просьбой помочь ей сделать ремикс на песни, а также заручилась поддержкой Патрика Леонарда, продюсера True Blue. Миксы на You Can Dance демонстрируют ряд типичных техник микширования. Инструментальные пассажи были удлинены, чтобы увеличить время танца, что сильно изменило компактную структуру оригинальных поп-песен. Вокальные фразы повторялись и подвергались многократному эху, панорамированному через стереофонические звуковые выходы. В определённых моментах музыки почти не слышно, кроме барабанов, а в других барабаны убираются, оставляя только хай-хэт для отсчёта времени. Обложка альбома отражала постоянное увлечение Мадонны латиноамериканской культурой.
После своего выхода You Can Dance получил в основном положительные отзывы критиков, часть из которых отметила, что уже известные песни предстали перед ними в совершенно новой структуре, назвав запись незаменимым для вечеринок альбомом. Пластинка имела коммерческий успех и получила платиновый сертификат Американской ассоциации звукозаписывающих компаний (RIAA) за отгрузку миллиона копий, а также попала в двадцатку лучших в Billboard 200. Она вошла в первую десятку альбомных чартов Великобритании, Нидерландов, Новой Зеландии, Норвегии, Франции и Японии. По всему миру было продано пять миллионов копий, что вывело его на второе место в рейтинге самых продаваемых альбомов ремиксов всех времён, уступая только Blood on the Dance Floor Майкла Джексона. «Spotlight» стал единственным синглом с альбома, он был выпущен исключительно для рынка Японии, но попал в чарты Billboard из-за интенсивной ротации на радио и достиг 32-й позиции. You Can Dance впоследствии установил стандарт концепции для всех последующих альбомов ремиксов и задал планку коммерческого успеха в чартах.

## Предыстория
К середине восьмидесятых танцевальная музыка пост-диско была чрезвычайно популярна, и концепция ремикширования широко рассматривалась как новое, революционное, музыкальное направление. К этому моменту уже несколько исполнителей делали ремиксы на свои треки и компилировали их для создания новых альбомов. Сведе́ние фонограммы всегда являлось процессом интерпретации, в котором обычно участвовал артист, но за развитием обычно следил музыкальный продюсер. Различные компоненты песни: ведущий вокал, бэк-вокал, гитары, бас, синтезаторы, драм-машина, — все они проходили процесс микширования, чтобы итоговое звучание значительно отличалось от их оригинального аналога. Микширование определяло, насколько громко эти инструменты будут звучать по отношению друг к другу и какие конкретные звуковые эффекты должны быть добавлены к каждому инструменту. Развитие студийных технологий расширяли спектр возможностей формирования звучания песни любым способом уже после того, как она была записана. Сами аранжировки тоже создавались на этапе сведения. Конкретную вокальную фразу можно бесконечно копировать, повторять, нарезать, транспонировать вверх и вниз по высоте и придавать им больше эха, реверберации, высоких или низких частот.
Эта концепция заинтриговала Мадонну во время работы над своим третьим студийным альбомом True Blue. В одном из своих интервью она заявила: «Я ненавижу, когда другие люди делают мастер-миксы моих записей. В таком виде я не хочу их даже слышать. У меня нет уверенности, смогу ли я принять, результаты их деятельности. Тут для меня вопрос открыт. Но фанатам это нравится, и на самом деле, это было для фанатов, для ребят в клубах, которые хотели услышать эти песни в новом, необычном виде». Таким образом, она обратилась в Warner с идеей выпуска её песен, перемикшированных в полностью танцевальном ключе. С точки зрения представителей Warner рост популярности ремиксов представлял собой коммерческое благо, поскольку позволял извлечь повторную выгоду из старого музыкального произведения. Они также посчитали, что разрешить Мадонне перезаписать старые треки в различных форматах будет значительно дешевле, чем оплачивать её новый поход в студию для перезаписи разных партий. В итоге было решено альбом выпускать, а Мадонне была предоставлена полная свобода выбора продюсеров для производства ремиксов.
В октябре 1986 года Sire Records, подразделение Warner, курировавшее американскую исполнительницу, объявило о планах выпуска EP из 6 композиций под названием You Can Dance, который должен был выпущен примерно за месяц до католического Рождества этого года. Однако месяц спустя эта идея была отложена на следующий год, чтобы не помешать рождественским продажам её студийного альбома True Blue. В ноябре 1987 года лейбл Warner Bros. Records выпустил в продажу You Can Dance — первой ретроспективы певицы, предназначенной для танцевальной части её аудитории. Альбом содержал семь песен.

## Производство
Ремикс — это форма вторичного творчества. Танцевальная музыка возвышает диджея и микшера почти до уровня музыканта. На мой взгляд, это неверно. Манипуляции с ранее записанными источниками звука могут быть творческими только во вторичном смысле и могут быть состоятельными только в своей области, но это псевдомузыкальность. Поэтому мы постарались подойти к песням для You Can Dance, как будто разрабатывали и сочиняли их впервые.
За помощью в создании ремиксов на песни Мадонна обратилась к своему старому другу и продюсеру Джону «Джеллибину» Бенитесу, продюсера True Blue Патрика Леонарда также привлекли к работе. Вместе они выбрали шесть песен из её репертуара: «Holiday», «Everybody» и «Physical Attraction» из дебютной работы 1983 года, «Into the Groove» и «Over and Over» из Like a Virgin 1984 года и, наконец, «Where’s the Party» из True Blue. Кроме уже известных слушателям песен в треклист, в качестве бонуса, была включена никогда ранее не издававшаяся песня «Spotlight». Со слов Мадонны на создание этого трека её вдохновила песня «Everybody Is a Star» 1970 года американской рок-группы Sly & the Family Stone. Он был написан самой певицей в сотрудничестве с Стивеном Бреем и Кертисом Хадсоном. Предполагалось, что он войдёт в True Blue, но в конечном счёте его исключили из-за схожести с «Holiday» по композиции и структуре.
Начало работ Бенитес описывал следующим образом: «Мы обсудили такие основные вопросы, как „Насколько громкими должны быть барабаны? Насколько сильно должен выделяться вокал?“ Это творческие решения, которые изменят итоговое музыкальное произведение». Шеп Петтибон, ещё один из продюсеров альбома, вспоминал: «Как правило, без музыки для работы у инженера по ремикшированию — нет ничего. Но у нас уже был каталог танцевальных песен Мадонны, которого хватило бы на всю жизнь».
Миксы на You Can Dance демонстрировали ряд типичных техник микширования. Чтобы продлить время танца, инструментальные пассажи были удлинены, что сильно изменило компактную структуру оригинальных поп-песен. Вокальные фразы семплировались, циклично повторялись в такт ритму, подвергались многократному эху, панорамированному через стереофонические звуковые выходы. В определённые моменты музыки почти не было слышно, за исключением барабанов, а в других, напротив, они убираются полностью, оставляя только хай-хэт, чтобы отсчитывать такт.
Обложка альбома отражала постоянное увлечение Мадонны испанской культурой и модой. На ней был женский костюм тореадора с кружевным бюстье, вышитым жакетом-болеро и поясом-камербандом с развевающимися турнюрами. Джери Хайден, которая работала над обложкой True Blue, получила задание отредактировать фотографии и сделать их достойными размещения обложке нового диска. На фотографиях, снятых Хербом Ритцем, Мадонна вновь была платиновой блондинкой. В октябре 2006 года Хайден объяснила в интервью журналу Aperture, что по заданию обложка не должна была быть связана с обложкой True Blue. «В то же время тогда — это был обычный образ, внешний вид Мадонны — платиновая блондинка. И, конечно же, на этом альбоме снова появляется почерк». Имеется в виду, стилизация надписей заголовка на конверте под рукописный текст. В лимитированных вариантах издания первых тиражей конверт виниловой грампластинки включал в себя бесплатный постер и позолоченную оби-полоску с аннотациями и указанием приблизительного времени звучания, чтобы подчеркнуть разницу между длительностью ремикса и оригинального трека. Текст аннотации написал журналист Rolling Stone Брайан Чин. В ней он объяснил процесс создания ремикса и причину выбора данных семи песен для треклиста.

## Композиция
Рикки Руксби, автор книги The Complete Guide to the Music of Madonna, утверждал на её страницах: «Улучшения в студийных технологиях означали, что возможности для формирования звука после его записи практически безграничны». Такая возможность была использована в композиции песен и ремиксах, представленных в You Can Dance. Раньше для изменения звучания музыкального инструмента или перехода от одного звука к другому в записи использовалась остановка игры на данном инструменте. Но для ремиксов на You Can Dance к песням была применена технология фейдерной инженерии, в которой фейдер просто опускался для затихания и снова поднимался, когда звук инструментов нужно было вывести на передний план.
Первая песня на альбоме — «Spotlight» начинается со звуков ударных, басовых синтезаторов и хлопков в ладоши. В её тексте певица побуждает слушателя вспомнить, что «любой человек — звезда» и что если кто-то хочет быть знаменитым и быть в «центре внимания», достаточно начать писать свою музыку, петь об этом, и реальность может восполнить остальное. По мере развития песни появляются вокальные гармонии, голосовые эхо, фортепианные и скрипичные пассажи. Согласно нотному изданию, она находится в тактовом размере обычного такта, с темпом 100 ударов в минуту. Тональность установлена в фа мажор, а голос Мадонны простирается от ноты C5 до B♭5. «Spotlight» имеет базовую аккордовую последовательность Am-C-Am-C-G-F.
Второй трек — «Holiday». В аннотациях к релизу Бенитес сообщал, что всегда хотел сделать ремикс этой композиции: «В ремиксе 1987 года появились новые звуки, но в нём был [исходный] ритм, который не требовал улучшения». Звук гитары в ремиксе был выдвинут на передний план, также присутствуют фортепианный брейк и отрезок в середине песни, наполненный барабанными битами и вокальными эхо.

## Список композиций
| №  | Название              | Автор(ы)                          | Продюсер(ы)                                                                                | Длительность |
| -- | --------------------- | --------------------------------- | ------------------------------------------------------------------------------------------ | ------------ |
| 1. | «Spotlight»           | Madonna, Stephen Bray             | Stephen Bray (additional production and remix by John "Jellybean" Benitez)                 | 6:23         |
| 2. | «Holiday»             | Curtis Hudson, Lisa Stevens       | John "Jellybean" Benitez (remix by John "Jellybean" Benitez)                               | 6:32         |
| 3. | «Everybody»           | Madonna                           | Mark Kamins (additional production and remix by Bruce Forest, Frank Heller)                | 6:43         |
| 4. | «Physical Attraction» | Reggie Lucas                      | Reggie Lucas (additional remix by Mark Kamins, John "Jellybean" Benitez)                   | 6:20         |
| 5. | «Over and Over»       | Madonna, S. Bray                  | Nile Rodgers (additional production and remix by Steve Thompson, Michael Barbiero)         | 7:11         |
| 6. | «Into the Groove»     | Madonna, S. Bray                  | Madonna, Stephen Bray (additional production and remix by Shep Pettibone)                  | 8:26         |
| 7. | «Where’s the Party»   | Madonna, Patrick Leonard, S. Bray | Madonna, Patrick Leonard, Stephen Bray (additional production and remix by Shep Pettibone) | 7:16         |

### Бонус-треки
| №   | Название                          | Автор(ы)                     | Ремикс                   | Длительность |
| --- | --------------------------------- | ---------------------------- | ------------------------ | ------------ |
| 8.  | «Holiday» (Dub Version)           | C. Hudson, L. Stevens        | John "Jellybean" Benitez | 6:56         |
| 9.  | «Into the Groove» (Dub Version)   | Madonna, S. Bray             | Shep Pettibone           | 6:23         |
| 10. | «Where’s the Party» (Dub Version) | Madonna, P. Leonard, S. Bray | Shep Pettibone           | 6:20         |

| №   | Название                        | Автор(ы)              | Ремикс                           | Длительность |
| --- | ------------------------------- | --------------------- | -------------------------------- | ------------ |
| 5.  | «Spotlight» (Dub Version)       | Madonna, S. Bray      | John "Jellybean" Benitez         | 4:50         |
| 6.  | «Holiday» (Dub Version)         | C. Hudson, L. Stevens | John "Jellybean" Benitez         | 6:56         |
| 10. | «Over and Over» (Dub Version)   | Madonna, S. Bray      | Steve Thompson, Michael Barbiero | 6:45         |
| 11. | «Into the Groove» (Dub Version) | Madonna, S. Bray      | Shep Pettibone                   | 6:23         |

## Чарты и сертификаты
| Чарт                         | Место |
| ---------------------------- | ----- |
| Australian Kent Music Report | 13    |
| Austrian Albums Chart        | 13    |
| Canadian RPM Albums Chart    | 11    |
| Dutch Albums Chart           | 6     |
| European Top 100 Albums      | 6     |
| French Albums Chart          | 2     |
| German Albums Chart          | 13    |
| Italian Albums Chart         | 1     |
| Japanese Albums Chart        | 5     |
| New Zealand Albums Chart     | 4     |
| Norwegian Albums Chart       | 5     |
| Spanish Albums Chart         | 16    |
| Swedish Albums Chart         | 10    |
| Swiss Albums Chart           | 11    |
| UK Albums Chart              | 5     |
| US Billboard 200             | 14    |
| US Hot Dance Music/Club Play | 1     |

| Страна         | Сертификаты |
| -------------- | ----------- |
| Аргентина      | Gold        |
| Австралия      | Platinum    |
| Бразилия       | Gold        |
| Франция        | Platinum    |
| Германия       | Gold        |
| Гонконг        | Platinum    |
| Нидерланды     | Gold        |
| Новая Зеландия | Platinum    |
| Испания        | Platinum    |
| Швеция         | Gold        |
| Великобритания | Platinum    |
| США            | Platinum    |